# 앨라배마강

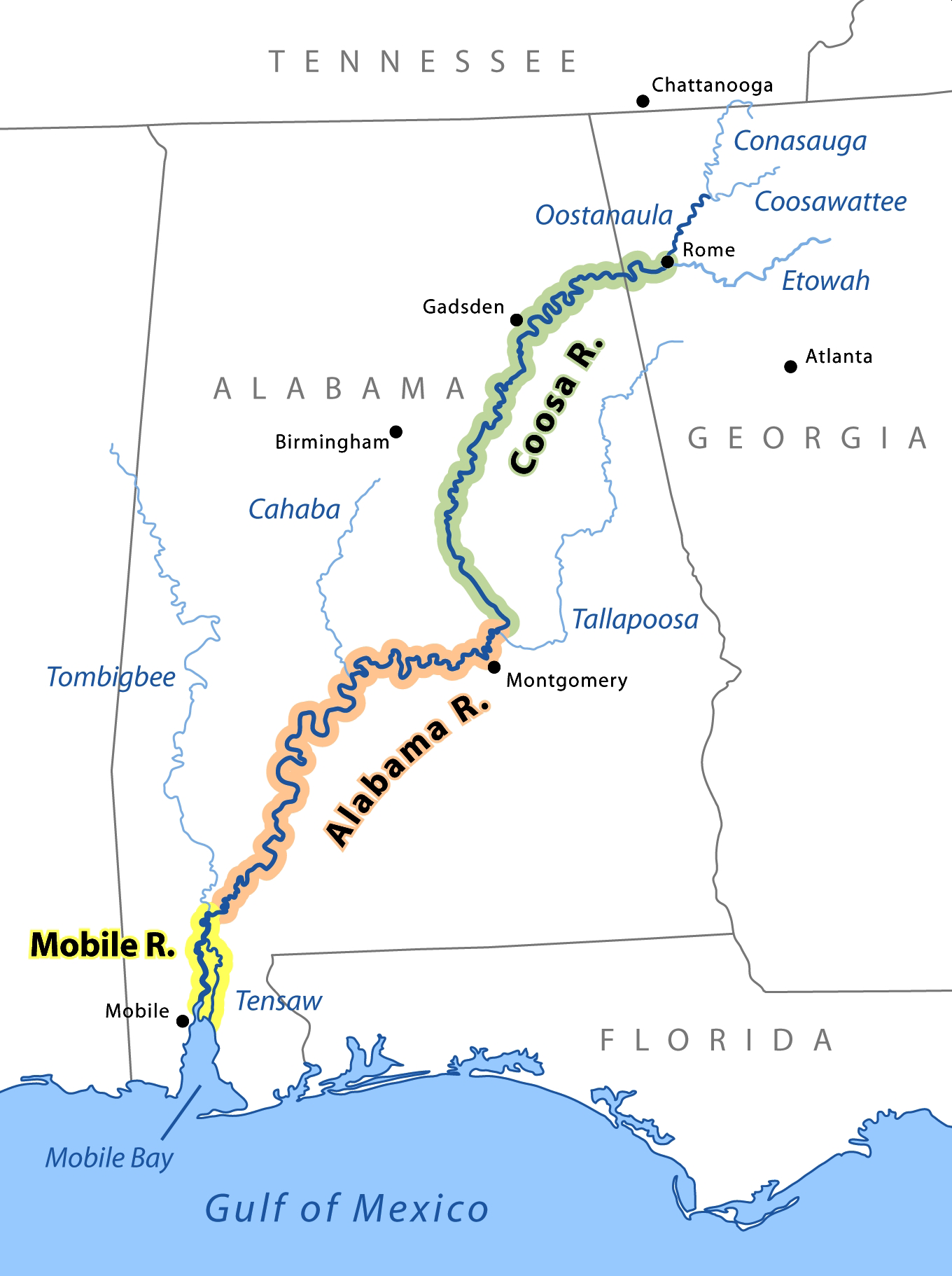
모빌강, 앨라배마강, 쿠사강(순서대로)

앨라배마강(Alabama River)은 미국 앨라배마주 남부를 흐르는 강이다. 탤러푸사강과 쿠사강이 몽고메리 북쪽 6마일 떨어진 곳에서 합류하여 만든다. 앨라배마강은 다시 톰비그비강과 합류하여 모빌강과 텐서강을 형성하며, 모빌만으로 흘러들어 간다.